# Hans Schwemmer
Hans Schwemmer (* 11. September 1945 in Riggau bei Pressath; † 1. Oktober 2001 in Cairns, Australien) war ein deutscher Geistlicher, römisch-katholischer Erzbischof und Diplomat des Heiligen Stuhls.

## Leben
Hans Schwemmer ist 11. September 1945 in Riggau bei Pressath geboren. Anschließend besuchte er das Augustinus-Gymnasium in Weiden. Danach war er Theologiestudent mit der Matrikelnummer 1 an der neu gegründeten Universität Regensburg. Außerdem war er deren erster AStA-Vorsitzender. Es folgten die Priesterweihe im Hohen Dom zu Regensburg am 3. Juli 1971, Kaplansjahre in Sulzbach-Rosenberg und Cham (St. Josef) von 1971 bis 1975 sowie eine kirchliche Diplomatenausbildung und -laufbahn in Rom. An der Päpstlichen Lateranuniversität wurde er 1978 mit der Dissertation „Die Idealtypen ‚Kirche‘ und ‚Sekte‘ in der Religionssoziologie Max Webers und Ernst Troeltschs“  zum Dr. iur. can. promoviert. Im Jahre 1979 wurde Schwemmer der Apostolischen Nuntiatur in Indien beigeordnet. 1980 verlieh ihm Papst Johannes Paul II. den Päpstlichen Ehrentitel Kaplan Seiner Heiligkeit (Monsignore). 1983 folgte eine Tätigkeit als Sekretär der Apostolischen Nuntiatur bei der Europäischen Gemeinschaft in Brüssel. 1986 war er Auditor in Argentinien. Ab 1988 war er Nuntiaturauditor und Leiter der deutschsprachigen Abteilung am päpstlichen Staatssekretariat.

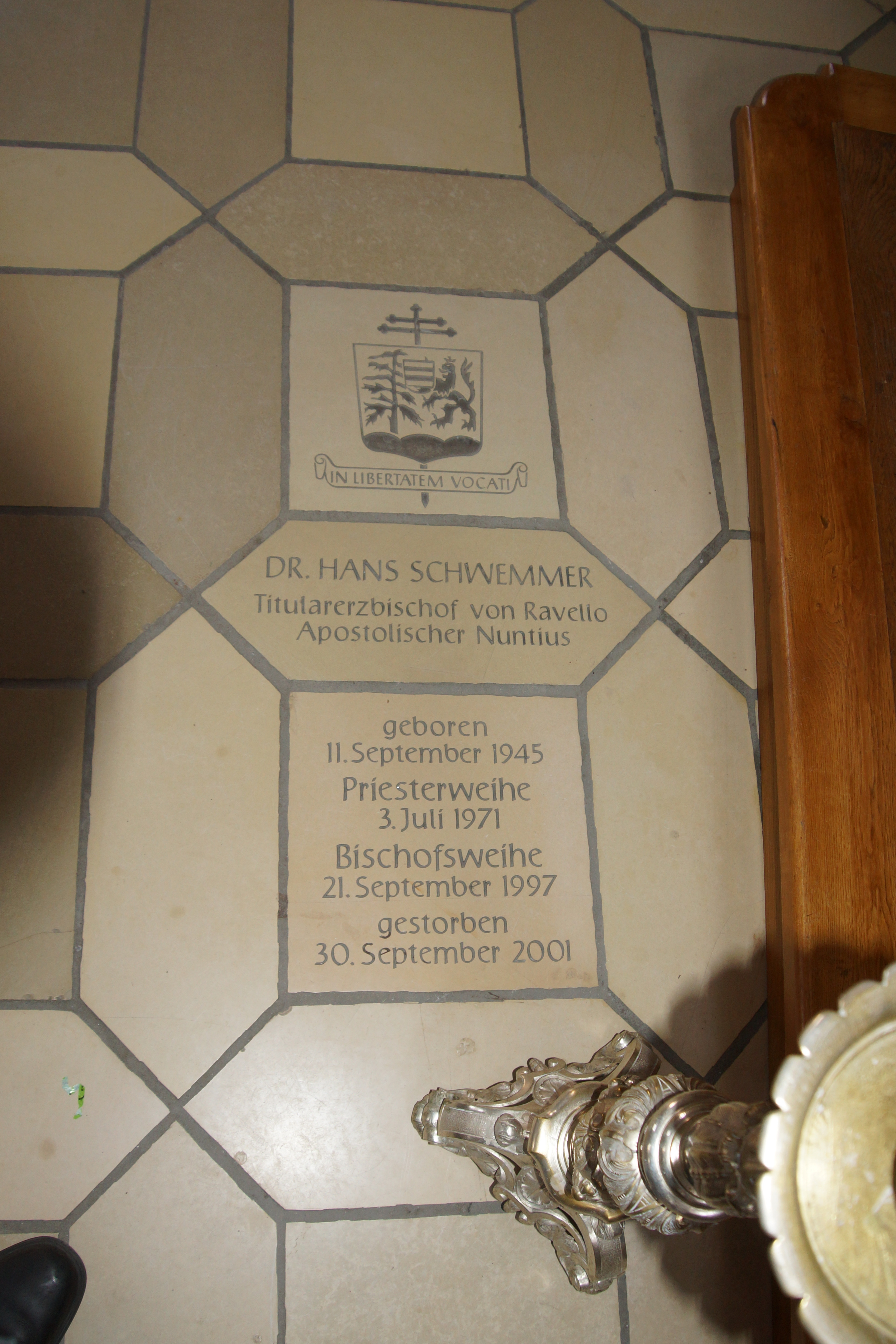
Gedenktafel in St. Georg in Pressath

Am 9. Juli 1997 wurde Hans Schwemmer zum Titularerzbischof von Rebellum sowie zum Apostolischen Nuntius von Papua-Neuguinea und der Salomonen ernannt. Kardinalstaatssekretär Angelo Sodano spendete ihm am 21. September 1997 im Hohen Dom zu Regensburg die Bischofsweihe. Mitkonsekratoren waren der Regensburger Bischof Manfred Müller und der Sekretär der Kongregation für die Evangelisierung der Völker, Erzbischof Josip Uhač. Sein bischöflicher Wahlspruch lautete: In libertatem vocati („Zur Freiheit seid ihr berufen“). Er war bis zu seinem Tod am 1. Oktober 2001 Apostolischer Nuntius in Papua-Neuguinea und auf den Salomonen. Hans Schwemmer wurde am 13. Oktober 2001 in der Kirche seiner Heimatpfarrei St. Georg in Pressath beigesetzt.

## Ehrungen
- 1994: Großes Verdienstkreuz der Bundesrepublik Deutschland